# Yoshinari Takagi
Yoshinari Takagi (高木 義成?, Takagi Yoshinari; Tokyo, 20 maggio 1979) è un ex calciatore giapponese, di ruolo portiere.

## Palmarès

### Club

#### Competizioni nazionali
- Campionato giapponese: 1

Nagoya Grampus: 2010

### Individuale
- Premio Fair-Play del campionato giapponese: 1

2004